# Băzești
Băzești románul: Băzești, falu Romániában, Erdélyben, Fehér megyében. Közigazgatásilag Aranyosszohodol községhez tartozik.

## Fekvése
Luminești mellett fekvő település.

## Története
Băzeşti korábban Luminești része volt, 1956-ban vált külön 71 lakossal.
1966-ban 114, 1977-ben 107, 1992-ben 63, a 2002-es népszámláláskor 43 román lakosa volt.